# Ectoedemia canutus
The Balsam Poplar Petiole Miner (Ectoedemia canutus) là một loài bướm đêm thuộc họ Nepticulidae. Nó được tìm thấy ở Bắc Mỹ.
Ấu trùng ăn Populus sect. Tacamahaca.